# Pachymenes orellanae
Pachymenes orellanae är en stekelart som först beskrevs av Schulz 1905.  Pachymenes orellanae ingår i släktet Pachymenes och familjen Eumenidae. Utöver nominatformen finns också underarten P. o. vardyi.